# 라마섬
라마섬(중국어: 南丫島)은 홍콩에서 네 번째로 큰 섬이다.

## 같이 보기
- 란터우섬
- 홍콩섬
- 첵랍콕섬